# 旧科隆比耶
旧科隆比耶（法語：Colombier-le-Vieux，法語發音：[kɔlɔ̃bje lə vjø]）是法国阿尔代什省的一个市镇，临近新科隆比耶，属于罗讷河畔图尔农区。

## 地理
旧科隆比耶（45°3'57"N, 4°41'48"E）面积15.49 平方千米，位于法国奥弗涅-罗讷-阿尔卑斯大区阿尔代什省，该省份为法国东南部内陆省份，北起顺时针与卢瓦尔省、伊泽尔省、德龙省、沃克吕兹省、加尔省、洛泽尔省和上盧瓦爾省接壤。
与旧科隆比耶接壤的市镇（或旧市镇、城区）包括：博扎、布雪勒鲁瓦、埃塔布勒、圣巴泰勒米勒普兰、圣维克托。

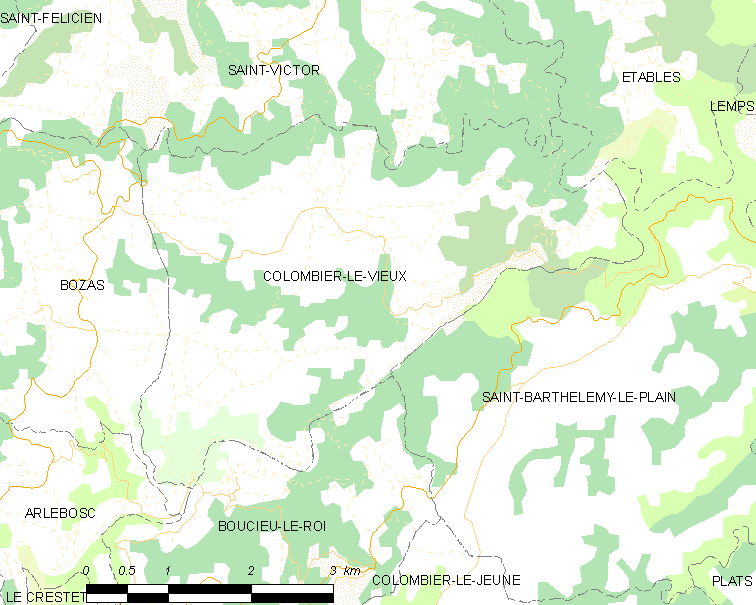
旧科隆比耶的OSM定位图

旧科隆比耶的时区为UTC+01:00、UTC+02:00（夏令时）。

## 行政
旧科隆比耶的邮政编码为07410，INSEE市镇编码为07069。

## 政治
旧科隆比耶所属的省级选区为上维瓦赖县。

## 人口

1962-2008年间旧科隆比耶人口变化图示

旧科隆比耶于2022年1月1日时的人口数量为677人。